# Alvorada d'Oeste (microregio)
Alvorada d'Oeste is een van de 8 microregio's van de Braziliaanse deelstaat Rondônia. Zij ligt in de mesoregio Leste Rondoniense en grenst aan de microregio's Cacoal, Guajará-Mirim en Ji-Paraná. De microregio heeft een oppervlakte van ca. 14.443 km². In 2006 werd het inwoneraantal geschat op 84.970.
Vier gemeenten behoren tot deze microregio:
- Alvorada d'Oeste
- Nova Brasilândia d'Oeste
- São Miguel do Guaporé
- Seringueiras

Mesoregio's: Leste Rondoniense · Madeira-Guaporé

Microregio's: Alvorada d'Oeste · Ariquemes · Cacoal · Colorado do Oeste · Guajará-Mirim · Ji-Paraná · Porto Velho · Vilhena